# Bembrops magnisquamis
Bembrops magnisquamis är en fiskart som beskrevs av Ginsburg, 1955. Bembrops magnisquamis ingår i släktet Bembrops och familjen Percophidae. Inga underarter finns listade.